# Janusz Basałaj
Janusz Basałaj (ur. 4 grudnia 1958 w Raczkach) – polski dziennikarz, komentator sportowy, publicysta i działacz piłkarski.

## Życiorys
W 1983 podjął pracę gońca w redakcji nocnej Przeglądu Sportowego. W latach 1992–1994 komentował mecze piłki nożnej dla TVP. W 1994 został dyrektorem ds. sportowych stacji Canal+, gdzie stworzył redakcję sportową. W latach 1996–2004 był również komentatorem Eurosportu, gdzie komentował spotkania piłki nożnej i piłki plażowej. Od 2002 do 2004 był szefem kolegium sportowego TVP i kierownikiem redakcji sportowej TVP1. Na antenach Telewizji Polskiej komentował m.in. mecze Mistrzostw Europy w piłce nożnej 2004 w Portugalii.
W sezonie Ekstraklasy 2004/2005 pełnił funkcję prezesa klubu piłkarskiego – Wisła Kraków. W tym czasie klub zdobył mistrzostwo Polski.
Po zakończeniu współpracy z Wisłą Kraków pracował m.in. jako publicysta sportowy w Życiu Warszawy, zastępca kierownika działu sportowego w Polska The Times i zastępca redaktora naczelnego Przeglądu Sportowego. W lipcu 2007 został komentatorem meczów piłkarskich oraz ekspertem w magazynach kanału sportowego nSport.
W 2008 odszedł z nSport, zostając redaktorem naczelnym stacji Orange Sport, a w 2009 także Orange Sport Info, gdzie prowadził program publicystyczny „Dwa fotele”. 8 listopada 2012 roku odszedł z Orange Sport i rozpoczął pracę w Polskim Związku Piłki Nożnej, gdzie kierował departamentem komunikacji i mediów. W PZPN pracował w czasie dwóch kadencji Zbigniewa Bońka jako prezesa, do 12 grudnia 2021 roku. W lutym 2022 roku dołączył do redakcji portalu meczyki.pl, w którym prowadzi m.in. cykl wywiadów  „Dwa fotele”, emitowanych w serwisie YouTube.